# Gonomyia (Gonomyia) spinula
Gonomyia (Gonomyia) spinula is een tweevleugelige uit de familie steltmuggen (Limoniidae). De soort komt voor in het Palearctisch gebied.